# عبد القادر عبد النور حاشي
عبد القادر عبد النور حاشي (بالصومالية: Cabdulqaadir Cabdinuur Xaashi)‏ سياسي صومالي شغل سابقًا منصب وزير الدولة للتخطيط والتعاون الدولي في ولاية بونتلاند الصومالية، ومنصب وزير التربية والتعليم في جمهورية الصومال وهو عضو في البرلمان الفيدرالي الصومالي.

## حياته الشخصية
ينحدر حاشي من مدينة جالكعيو مركز محافظة مدج بولاية بونتلاند شمال شرقالصومال، وينتمي لعشيرة ليلكسة 

## حياته المهنية

### وزير الشؤون الرئاسية للتخطيط والعلاقات الدولية فيبونتلاند
في 1 مارس 2010 عُيّن حاشي وزير الدولة للتخطيط والعلاقات الدولية خلال تعديل وزاري. 

### البرلمان الاتحادي
في 20 أغسطس 2012 وبعد انتهاء فترة وزارته ترشح لمقعد في البرلمان الفيدرالي في الصومال . 

### وزير الشؤون الدستورية الصومالية
في 17 يناير 2015 عٌين حاشي وزيرًا للشؤون الدستورية في حكومة رئيس الوزراء الصومالي عمر عبد الرشيد علي شرماركي. 

### وزير التربية والثقافة والتعليم العالي
في 24 يونيو 2016 عُيّن حاشي وزيرا للتعليم في حكومة رئيس الوزراء عمر عبد الرشيد علي شرماركي . 
تم منحه عضوية فخرية في مجموعة ليجس تشامبرز لتجربته الفريدة وفهمه العميق للخلفية الاجتماعية والاقتصادية بالإضافة إلى ديناميكيات العشيرة والثقافة السياسية في الصومال وجهوده لتحقيق سيادة القانون في الصومال

## روابط خارجية
- البرلمان الاتحادي الصومالي - عبد القادر عبدي حاشي